# Библиотекари: Следующая глава
Библиотекари: Следующая глава — американский приключенческий телесериал в жанре фэнтези, который является прямым продолжением телесериала «Библиотекари».
Сериал вышел на канале TNT 25 мая 2025 года.

## Сюжет
Библиотекарь из прошлого, застрявший во временном пузыре, попадает в настоящее. При поиске замка, в котором находится Пристройка к Библиотеке, он обнаруживает, что на его месте теперь находится музей. Путешественник, в отчаянной попытке вернуться в свою эпоху, случайно выпускает магию и она распространяется по всему континенту. Теперь, совместно с новой командой, ему предстоит разбираться с беспорядком, который он натворил.

## В ролях

### Главные роли
- Каллум Макгоуэн в роли Викрама Чемберлена
- Джессика Грин в роли Чарли Корнуолл
- Оливия Моррис в роли Лизы Паскаль
- Блуи Робинсон в роли Коннора Грина

### Второстепенные роли
- Кэролайн Лонк в роли Элейн Асталот
- Кристиан Кейн — Джейкоб Стоун, гениальный эксперт по истории искусств, родом из штата Оклахома[4].
- Ариэль Домбаль в роли Анны Миринофф
- Селин Джонс в роли Купидона, бога любви; друг Викрама

## Производство
В мае 2023 года стало известно, что на The CW разрабатывается спин-офф «Библиотекарей» . В августе 2024 года было объявлено, что сериал получил заказ на два сезона на TNT, причём первый сезон будет состоять из двенадцати эпизодов. Дин Девлин назначен шоураннером сериала и исполнительным продюсером вместе с Марком Роскином, Рэйчел Ольшан-Уилсон и Ноа Уайлом. Сериал снимается в Сербии, и многие актёры, играющие в эпизодах и массовке — сербские.

### Кастинг
В феврале 2024 года было объявлено, что к актёрскому составу сериала «Библиотекари: Следующая глава» присоединится Джессика Грин. В марте стало известно, что Кристиан Кейн вновь сыграет Джейкоба Стоуна. Также в сериале будут сниматься Каллум МакГоуэн, Оливия Моррис, Блуи Робинсон и Кэролайн Лонк.

### Съёмки и трансляция
Съёмки сериала «Библиотекари: Следующая глава» года начались в мае 2024 года. 
Сериал «Библиотекари: Следующая глава» вышел в эфир на кабельном телеканале TNT 25 мая 2025 года. Вначале премьера сериала должна была состояться на канале The CW в октябре 2024 года, но его сняли с эфира . На стриминговом сервисе viju компании Виасат сериал будет показан 1 июля 2025 года.

## Эпизоды
| № общий | № в сезоне | Название                                                         | Режиссёр         | Автор сценария            | Дата премьеры       |
| --- | ---------- | ---------------------------------------------------------------- | ---------------- | ------------------------- | ------------------- |
| 101 | 1          | «И смертоносный Дрекавак» «And the Deadly Drekavac»              | Дин Девлин       | Джон Роджерс и Дин Девлин | 25 мая 2025         |
| Действие происходит в 1847 году в Белграде. Библиотекарь возвращает к жизни закрытую магическую библиотеку и случайно воскрешает опасного духа Дрекавака. Библиотекарь вместе с быстро собранной командой должны остановить этого злого духа, прежде чем он сможет убивать и размножаться                      |            |                                                                  |                  |                           |                     |
| 102 | 2          | «И танец рока» «And the Dance of Doom»                           | Сандра Митрович  | Кейт Рорик                | 26 мая 2025 года    |
| Недавно собранная команда библиотекарей расследует загадочную «танцевальную болезнь», которая приводит их к столкновению с могущественным магическим агентом профессиональной балетной труппы |            |                                                                  |                  |                           |                     |
| 103 | 3          | «И поезд-призрак» «And the Ghost Train»                          | Милан Тодорович  | Том Макрей                | 2 июня 2025 года    |
| Половина команды библиотекарей оказалась в ловушке в сбежавшем поезде-призраке. Смогут ли остальные члены команды помочь решить неразрешенную проблему с призраками на борту, прежде чем поезд совершит серию разрушений?                                                                                      |            |                                                                  |                  |                           |                     |
| 104 | 4          | «И вор любви» «And the Thief of Love»                            | Неманья Чепранич | Ребекка Розенберг         | 9 июня 2025 года    |
| Библиотекари отправляются в Париж после того, как череда ограблений оставляет после себя таинственных жертв, пораженных любовью. Когда они узнают, что за кражами стоит волшебный любовный артефакт, они обращаются за помощью к старому другу Викрама — самому Купидону                                       |            |                                                                  |                  |                           |                     |
| 105 | 5          | «И кристалл памяти» «And the Memory Crystal»                     | Милан Коньевич   | Гари Розен                | 16 июня 2025 года   |
| Команда отправляется в кампус колледжа с обсерваторией мирового класса, чтобы выяснить, кто использует кристалл доктора Джона Ди для кражи воспоминаний людей, чтобы управлять будущим |            |                                                                  |                  |                           |                     |
| 106 | 6          | «И карточный домик» «And the House of Cards»                     | Орси Надьпал     | Шон Персо и Шинейд Персо  | 23 июня 2025 года   |
| Когда волшебная дверь перенаправляет Чарли, Лизу и Коннора в странное поместье, где происходит серия убийств в стиле Агаты Кристи, они должны выяснить, кто это сделал, в то время как Викрам пытается выследить их с помощью таинственной гадалки на картах Таро                                              |            |                                                                  |                  |                           |                     |
| 107 | 7          | «И Кон-Кон» «And the Con-Con»                                    | Сандра Митрович  | Том Макрей                | 30 июня 2025 года   |
| Коннор вынужден воссоединиться с людьми из своей жизни до библиотеки и должен победить старого противника, который стал могущественнее в его отсутствие |            |                                                                  |                  |                           |                     |
| 108 | 8          | «И похмелье из ада» «And the Hangover from Hell»                 | Ханна Эспиа      | Ребекка Розенберг         | 7 июля 2025 года    |
| После бурного девичника с лучшей подругой детства Лизы команда просыпается в плохом настроении и с похмелья, понятия не имея, как они оказались там, где оказались. Они восстанавливают события той ночи, пересказывая то, что каждый из них помнит и доказать Лизе, что её подруга не та, за кого себя выдает |            |                                                                  |                  |                           |                     |
| 109 | 9          | «И пир вампира» «And the Feast of the Vampir»                    | Милан Тодорович  | Кейт Рорик                | 14 июля 2025 года   |
| Во время посещения фестиваля в маленьком городке Коннор встречает самого первого вампира и обнаруживает, что борется со временем, чтобы спасти себя от превращения в одного из них |            |                                                                  |                  |                           |                     |
| 110 | 10         | «И погружается в средневековье» «And Going Medieval»             | Сури Кришнамма   | Дин Девлин и Гари Розен   | 21 июля 2025 года   |
| Когда Викрам пытается вернуться в 1847 год (с помощью самодельной машины времени), он невольно переносит всю команду во времена короля Артура, где они узнают правду о рыцаре Круглого стола, Камелоте и... Элейн                                                                                              |            |                                                                  |                  |                           |                     |
| 111 | 11         | «И граффити с изображением богов» «And the Graffiti of the Gods» | Милена Груич     | Том Макрей                | 28 июля 2025 года   |
| Когда граффити начинают оживать и угрожать девочке–подростку, команде приходится выяснять, как эти странные события связаны с молотком Грегора и неизбежным возвращением самого Грегора |            |                                                                  |                  |                           |                     |
| 112 | 12         | «И меч Марса» «And the Sword of Mars»                            | Марк Роскин      | Дин Девлин и Гари Розен   | 4 августа 2025 года |
| Генерал Грегор находит меч Марса и использует его, чтобы захватить власть в стране Кавказ-Сильвии (помните эпизод с поездом) и получить контроль над их ядерным арсеналом. Команда должна украсть меч, чтобы предотвратить мировую катастрофу                                                                  |            |                                                                  |                  |                           |                     |